# Prins Willem de Eerste
Lo Prins Willem de Eerste, poi rinominato Brutus e quindi Noord-Braband, era un vascello da 74 cannoni in servizio nella marina olandese tra il 1785 e il 1820. 

## Storia
Realizzato per contro dell'Ammiragliato di Rotterdam presso il cantiere navale di Rotterdam nei Paesi Bassi, il vascello da 76 cannoni Prins Willem de Eerste fu impostato presso il cantiere navale di Rotterdam nell'agosto 1782 e varato nel luglio 1785. L'armamento era suddiviso in 28 cannoni da 36 libbre sul ponte inferiore, 28 cannoni da 24 libbre sul ponte superiore, e 16 cannoni da 12 libbre in coperta. In quello stesso cantiere, diretto dalla famiglia Van Zwijndregt., fu costruito anche il gemello Staaten Generaal. Entrambe le navi erano costruite con 17 ordinate, in quercia della Renania, e avevano una lunghezza di 180 piedi di Amsterdam. Nel 1786 il Prins Willem de Eerste ricevette l'applicazione di lastre di rame nella carena.
Nel 1795 la nave transitò in servizio nella marina batava e fu ribattezzata Brutus. L'11 ottobre 1797 il Brutus prese parte alla battaglia di Camperdown come nave di bandiera del contrammiraglio Johan Bloys van Treslong. Una palla di cannone colpì il braccio destro del contrammiraglio, che successivamente dovette essere amputato. Brutus lasciò presto la linea di battaglia, quando non riuscì a raggiungere la nave ammiraglia Vryheid perché il vascello Hercules in fiamme gli bloccava la strada. Dopo la battaglia, il 13 ottobre, la nave fu trovata e attaccata dalla fregata Endymion. La Brutus navigò più in profondità nelle acque olandesi all'interno del canale di Goeree, dove riuscì a sfuggire all'inseguimento dalla nave britannica.
Nel 1805 fu sottoposto all'applicazione di nuove lastre di rame nella carena, e nel 1806 il Brutus fu ribattezzato Noord-Braband. Negli anni 1811-1813, la nave fece parte della marina francese, ma fu restituita al Regno dei Paesi Bassi nel 1814. Nel 1815 fu attrezzata per navigare verso le Indie orientali olandesi, ma una volta salpata da Texel divenne presto chiaro che il suo lo scafo non era abbastanza forte per sopportare il viaggio e la nave si rifugiò nel porto di Portsmouth. L'equipaggio rientrò nei Paesi Bassi a bordo del Prins Frederik. Il Noord-Braband fu demolito a Vlissingen nel 1820.

### Annotazioni
1. ↑  Pieter van Zwijndregt Pauluszoon ha conservato un manoscritto del 1757, De Groote Nederlandsche Scheepsbouw op een Proportio-naale Reegel voor Gestelt, in cui e indicato come dovrebbero essere costruite le navi da guerra più grandi.

### Fonti
1. 1 2  Tree Decks.
2. ↑  Nationaal Archief, Den Haag, Staten-Generaal, nummer toegang 1.01.02, inventarisnummer 3839: Resoluties Staten-Generaal juli-december 1782.
3. 1 2 3 4 5 6  Oceania.
4. ↑  James 1826, p. 77.